# Dziennik obserwatora
Dziennik obserwatora (ang. Diary of a Beholder) – polsko-chilijski film dokumentalny zainspirowany zapiskami „Z dziennika Artysty”, które powstały w 1996 roku. Pokazuje 12 dni z życia Jacka Sroki i jego rodziny. Niemal każdego z tych dni artysta przedstawia, objaśnia jakiś swój obraz, za którym kryje się prywatna historia: poszukiwania, obsesje, natręctwa, idiosynkrazje i miłości.

## Obsada
W rolach własnych w filmie można zobaczyć:
- Jacek Sroka – artysta malarz i grafik
- Marzena Sroka – małżonka artysty
- Zuzanna Kamykowska – córka artysty
- Melania Sroka – córka artysty
- Paweł Kamykowski – mąż Zuzanny
- Figa Sroka – pies, maskotka rodziny
- Jerzy Armata – gość
- Piotr Banaś – gość
- Edyta Lichota – gość
- Motion Trio w składzie: Janusz Wojtarowicz, Paweł Baranek i Marcin Gałażyn

## Twórcy
- scenariusz i reżyseria: Jarosław Migoń
- muzyka: Marcin Gałażyn
- zdjęcia: Piotr Trela
  - współpraca: Jarek Migoń, Dominik Lichota, Elżbieta Migoń, Manuel Pari, Jakub Szumowski, Tomasz Stańco
- światło: Tomasz Stańco
- dźwięk: Mirosław Gibas
- rejestracja wypowiedzi Jacka Sroki: Jarosław Migoń, Krzysztof Filus
- montaż: Jarosław Migoń, Tomasz Tomaszewski
- kolorystyka obrazu: Tomasz Poznański
- postprodukcja dźwięku: MaQ Records Studio, Michał Rosicki, Grzegorz Kubek
- mastering dźwięku: Michał Rosicki
- mastering dźwięku 5.1: Piotr Brzeziński
- animacja i efekty wizualne: Jarosław Migoń
- charakteryzacja: Małgorzata Stopa, Natalia Placek
- tłumaczenia napisów: Dorota Wąsik (en), Charlotte Rozycki (fr), Jarosław Janiec (fr), Yifan Helian (cn), Barbara Gill (es) konsultacje językowe:  Richard Charnov (en), Małgorzata Kaczmarska (es)
- authoring blu-ray: Tomasz Romaszewski
- producent: Jarosław Migoń
- producenci wykonawczy: Elżbieta Migoń, Francisco Basignana Ravinet
- produkcja: grafiQa (PL), Krakovia Producciones (CL)

## Muzyka
Ścieżka dźwiękowa filmu zawiera prawie 60 minut muzyki skomponowanej przez Marcina Gałażyna (Motion Trio). oraz fragmenty 2 utworów Motion Trio( U.F.O., Silence). Muzyka składa się z utworów zaaranżowanych na akordeon, instrumenty klasyczne i nie tylko. Muzyka została wykonana przez kompozytora. Za postprodukcję odpowiadał Michał Rosicki ze studio MAQ RECORDS.
Utwory użyte w ścieżce dźwiękowej:
1. The secret – opening (2:00)
2. Sweet Honey Swing (2:55)
3. Mirage (1:12)
4. Pillars of wisdom (0:47)
5. Song for Tom (2:47)
6. Cyborg (1:50)
7. Museum of pharmacy (0:54)
8. El chico (4:37)
9. Graphic song (1:30)
10. Big waves (4:12)
11. The ride (0:38)
12. Tarantella (3:08)
13. Dream of butterfly (0:40)
14. The ride II (0:55)
15. Ostinato in E (3:43)
16. Tarantella II (1:39)
17. The ride III (0:40)
18. Miss contest (2:32)
19. Tension/compression (0:56)
20. The laughter (2:00)
21. Litany (0:44)
22. Minuet in F (0:45)
23. Minor bossa (4:49)
24. In the journey of life (1:17)
25. Siberian waltz (3:12)
26. The secret – closing (1:23)

## Nagrody
- World Media Festival 2017 w Hamburgu
  - intermedia-globe GOLD
  - intermedia Special Award – MAGIC EYE
  - intermedia-globe GRAND AWARD
- Przegląd Filmów o Sztuce w Zakopanem 2018
  - GRAND PRIX
- Alexandre Trauner Art Film Festival 2018
  - 3rd PRIZE
- Selekcje:
  - World Media Festival 2017 w Hamburgu
  - Festiwal Polskich Filmów w Ameryce 2017
  - Przegląd Filmów o Sztuce Zakopane 2018
  - On Art Film Festival 2018 Polska
  - Polish Film Festival in Argentina BAP CINE 2018
  - Alexandre Trauner Art Film Festival 2018 Szolnok
  - East Silver 2018 Jihlava Czechy

## Informacje techniczne
- kolor: PAL
- rozdzielczość: 1920 × 1080 (Full HD)
- klatkaż: 25 fps
- czas trwania: 62'
- proporcje obrazu: 16:9
- wersję językowe: polska, angielska, francuska, chińska, hiszpańska

## Pokazy specjalne
- Kino Mikro - Kraków - maj/czerwiec 2017 organizator: Muzeum Narodowe w Krakowie
- Kino Kijów - Kraków - luty 2017 - organizator: grafiQa
- Metropolis Cinema - Hamburg - maj 2017 - organizator: World Media Festival
- Kino Sokół - Zakopane - kwiecień 2018 organizator: PFoS
- Kino Kosmos - Dębica - czerwiec 2018 organizator: MOK
- Kino Kultura - Warszawa - 2018 organizator: Stowarzyszenie Filmowców Polskich
- TISZApART Cinema - Szolnok - październik 2018 organizator: ATAFF

## Tytuły filmu w wersjach językowych
- DZIENNIK OBSERWATORA - PL
- DIARY OF A BEHOLDER - EN
- JOURNAL D'UN OBSERVATEUR - FR
- 观察者日记 - CN
- DIARIO DE UN OBSERVADOR - ES

## Źródła
- Oficjalna strona filmu
- Profil filmu w bazie IMDb (ang.)